# Mustjala
Mustjala est un village de la commune de Saaremaa située dans le comté de Saare en Estonie. Jusqu'en octobre 2017, Mustjala était le chef-lieu de la commune du même nom.

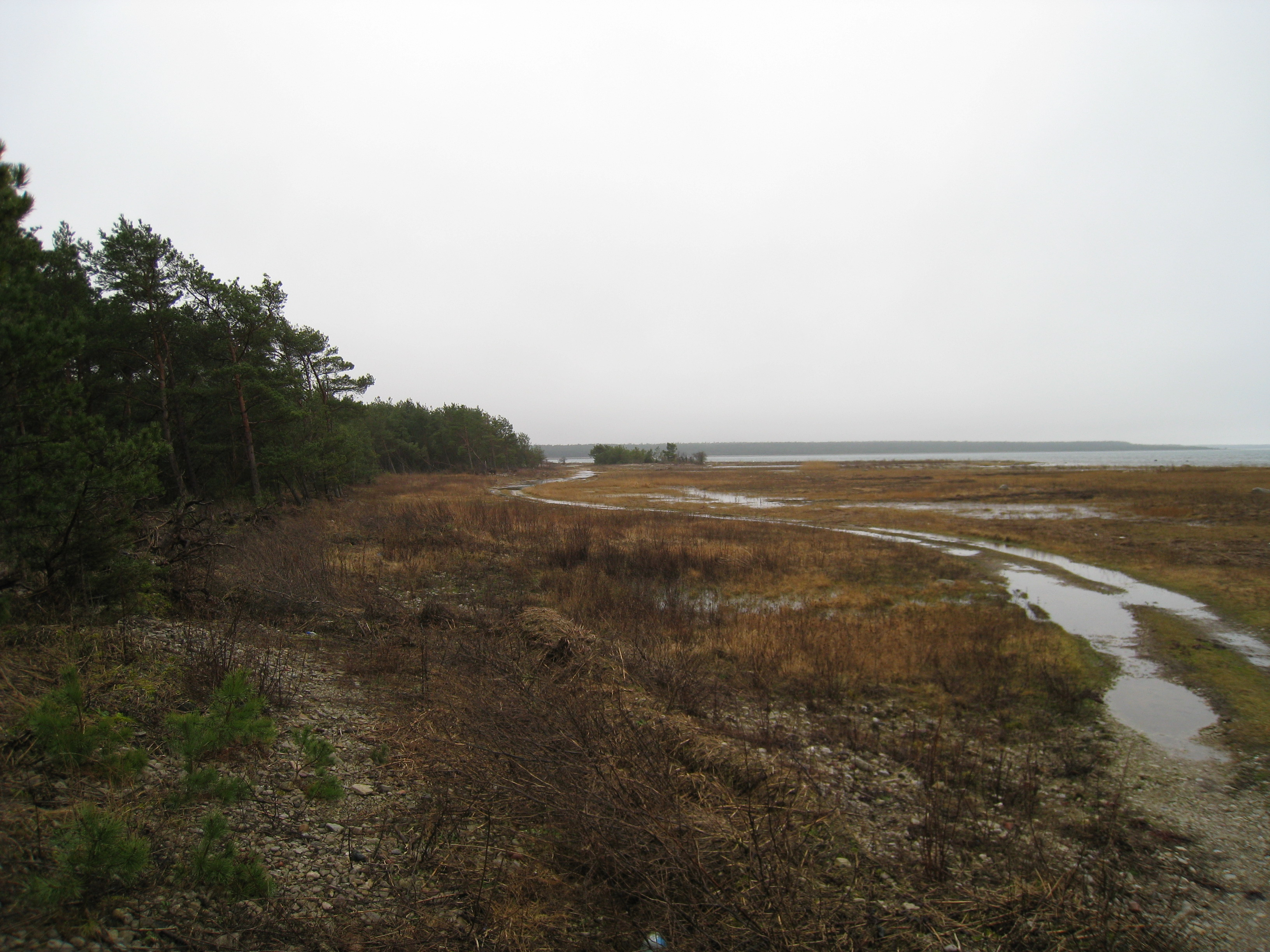
Bord de mer à Mustjala.